# Tartan Day
Am Tartan Day werden die heutigen und historischen Verbindungen zwischen Schottland und Schotten im Ausland gefeiert. In den Vereinigten Staaten von Amerika gibt es über 11 Millionen Menschen schottischer Abstammung, die sehr stolz auf die transatlantische Verbindung sind. In Nordamerika wird der Tartan Day am 6. April, dem Jahrestag der Declaration of Arbroath (1320), in Australien und Neuseeland am 1. Juli, dem Jahrestag der Aufhebung des Act of Proscription (1782), gefeiert. 

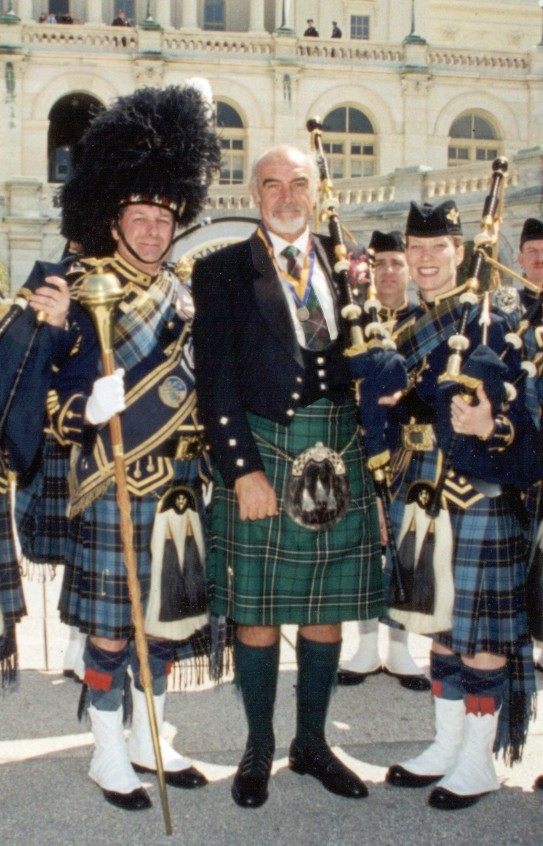
Sean Connery bei einer Tartan-Day-Feier in Washington D.C. mit Mitgliedern der USAF Reserve Pipes and Drums

## Geschichte
Der Tartan Day geht auf eine Initiative der Lamond-Clan-Vorsitzenden Jean Watson zurück, die in den späten 1980er Jahre in Kanada Unterschriften für die Anerkennung des Tartan Days sammelte. Ihre Anstrengungen trugen Früchte, als die kanadische Provinz Neuschottland ihrer Forderung 1987 entsprach. Auch Andere Provinzen begannen den Tartan Day während der 1990er Jahre anzuerkennen und bis zum Jahr 2004 haben alle kanadischen Provinzen bis auf Neufundland den Tartan Day anerkannt.
Die Idee von Jean Watson fand auch in den USA Anhänger und seit dem 6. April 1998 wird der Tartan Day vom Senat der Vereinigten Staaten offiziell als Tag des Beitrages von Generationen von schottischen Amerikanern zur Gründung und Schaffung des Wohlstands des modernen Amerikas gefeiert.
Der 6. April hat eine besondere Bedeutung, da dieses Datum auch an die Declaration of Arbroath (1320) erinnert, die erste formale Unabhängigkeitserklärung ihrer Art. Die amerikanische Unabhängigkeitserklärung wurde nicht nur nach ihrem Vorbild geschrieben, fast die Hälfte der Unterzeichner der Unabhängigkeitserklärung waren schottischer Herkunft und 9 von 13 Gouverneuren der ursprünglichen Staaten waren Schotten.
Der Tartan Day ist heute fester Bestandteil des nordamerikanischen Kalenders. Anhänger des Ereignisses sehen darin ein Zeichen der Stärkung der schottisch-amerikanisch/kanadischen Beziehungen im 21. Jahrhundert. Während der Glory Parade (2002) marschierten über 10.000 Dudelsackspieler und Trommler durch die Straßen von New York. Sie waren das Herzstück eines Ereignisses bei dem Tausende von Amerikanern ihre Verbindung zu Schottland feierten. Eines der schottischen Kulturgüter, das Schwert von William Wallace, verließ Schottland das erste Mal seit 700 Jahren und wurde für die Tartan Week nach New York geflogen.
2006 war das erste Jahr, in dem die Feierlichkeiten auch in Schottland präsent waren. In Schottland wurde der Tartan Day in Aberdeen, Montrose, Arbroath, Kilmarnock, Stirling, Perth, Glasgow und Edinburgh gefeiert.